# Acer henryi
Espèce
Synonymes
- Acer cissifolium subsp. henryi (Pax) A.E.Murray[1]
- Acer cissifolium subsp. henryi (Pax) E. Murray[2]
- Acer henryi f. intermedium W.P.Fang[1]
- Acer stenobotrys Franch. ex W.P.Fang[1]
- Crula henryi Nieuwl.[1]

Statut de conservation UICN

 LC  : Préoccupation mineure
L'Érable de Henry (Acer henryi) est un arbre ornemental originaire de Chine du genre Acer appartenant à la famille des Acéracées (Sapindaceae APG III).

## Variété
Selon Tropicos (9 septembre 2020) :
- variété Acer henryi var. serratum Pamp.